# Вацадзе, Матэ
Матэ́ Ваца́дзе (груз. მათე ვაწაძე; 17 декабря 1988, Тбилиси) — грузинский футболист, нападающий клуба «Динамо» (Батуми). Выступал в сборной Грузии.

## Карьера

### Клубная
Воспитанник тбилисского футбола. С 17 лет начал выступать за первую команду местного «Динамо». В его составе становился чемпионом, выигрывал Кубок и Суперкубок Грузии, выступал в квалификационных раундах еврокубков. 16 января 2011 года подписал контракт с нижегородской «Волгой». 14 марта дебютировал в российской Премьер-лиге в матче с «Томью», выйдя на 87-й минуте вместо Гочи Ходжавы.

### В сборной
Выступал за молодёжную сборную Грузии, за которую провёл 5 игр. 11 августа 2010 года на 49-й минуте матча со сборной Армении забил свой первый и единственный мяч. За национальную сборную Грузии дебютировал 5 сентября 2010 года в матче со сборной Италии, выйдя на 59-й минуте вместо Жано Ананидзе. В марте 2011 года был вызван в сборную на матчи отборочного этапа чемпионата Европы 2012 с командами Хорватии и Израиля, однако не смог прибыть в её расположение из-за проблем с визой.

## Достижения
- Чемпион Грузии: 2007/08
- Серебряный призёр чемпионата Грузии (3): 2006/07, 2008/09, 2009/10
- Бронзовый призёр чемпионата Грузии: 2005/06
- Обладатель Кубка Грузии (2): 2008/09, 2011/12
- Обладатель Суперкубка Грузии: 2008